# Малый Яблонец
Ма́лый Я́блонец (укр. Малий Яблунець) — село на Украине, находится в Емильчинском районе Житомирской области.
Код КОАТУУ — 1821782203. Население по переписи 2001 года составляет 199 человек. Почтовый индекс — 11241. Телефонный код — 4149. Занимает площадь 1,213 км².

## Адрес местного совета
11241, Житомирская область, Емильчинский р-н, с.Великий Яблонец